# St-Martin-de-Corléans (Saint-Martin-de-Corléans)

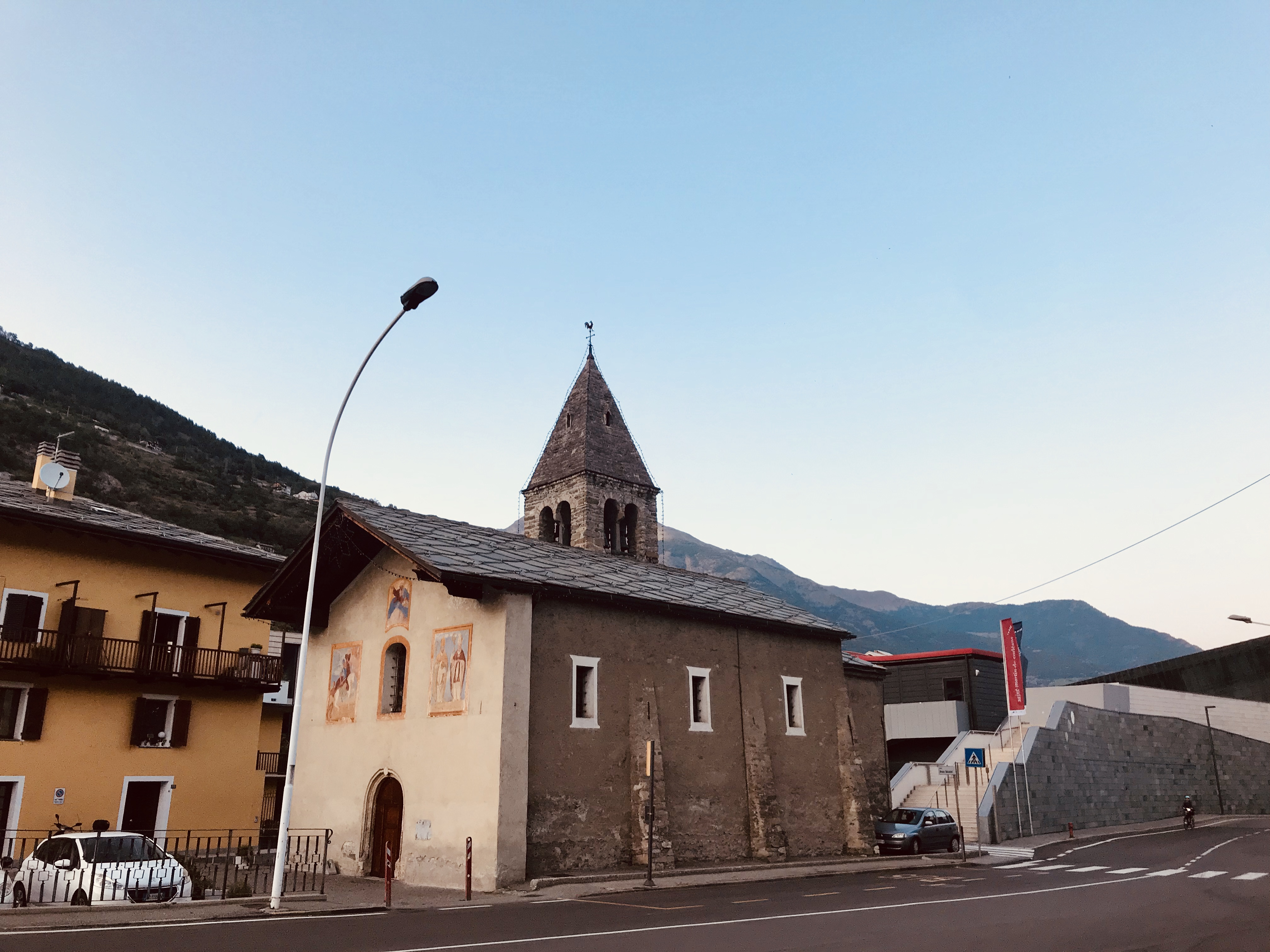
Kirche Saint-Martin-de-Corléans in Aosta, Südwestansicht

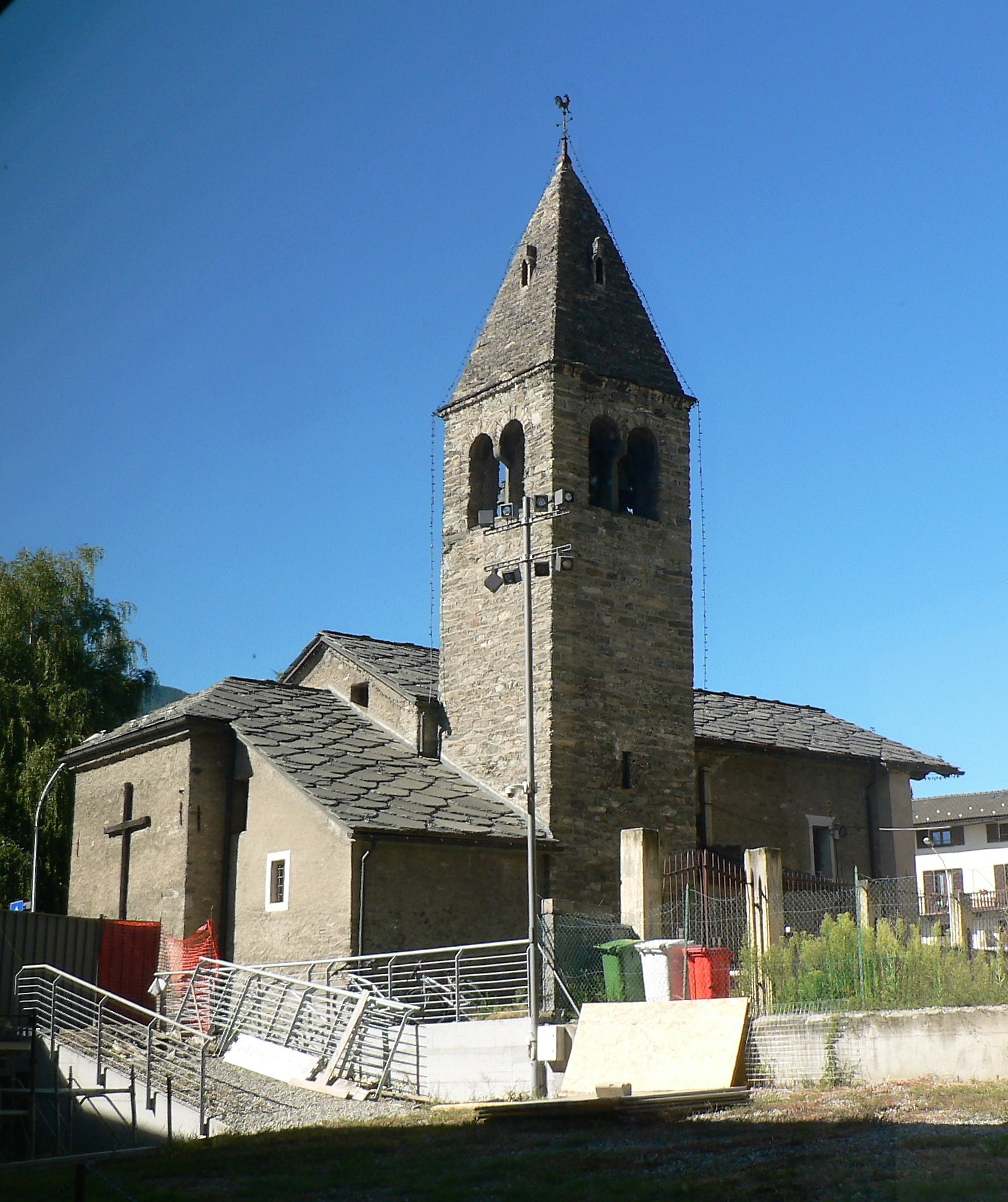
Kirche Saint-Martin-de-Corléans, Nordostansicht

Saint-Martin-de-Corléans ist eine denkmalgeschützte ehemalige Pfarrkirche im gleichnamigen Stadtviertel von Aosta in der italienischen Region Aostatal.

## Geschichte
Die römisch-katholisch Pfarrei mit dem Patrozinium des heiligen Martin von Tours wird erstmals in einer Bulle des Papstes Alexander III. vom 20. April 1176 erwähnt, die die dem Bistum Aosta unterstehenden Pfarreien aufführt. Sie wurde 1788 aufgelöst und 1957 mit verändertem Gebietszuschnitt neu errichtet. Der Namenszusatz „Corléans“ ist seit dem 12. Jahrhundert nachweisbar und bezieht sich auf Cordelia, die legendäre Hauptstadt der Salasser, die hier verortet wurde.
Der heutige Glockenturm der Kirche wurde im 15. Jahrhundert erbaut. Das wohl vom Domkapitel von Aosta finanzierte Kirchenschiff aus dem 17. Jahrhundert ersetzte einen älteren Vorgängerbau, der möglicherweise schon kurz nach dem Ende der Spätantike auf den Ruinen einer römischen Villa rustica errichtet wurde.
Ab 1969 wurde unmittelbar östlich der Kirche das Megalithareal von Saint-Martin-de-Corléans ergraben. 1976 entstand auf der gegenüberliegenden Straßenseite die neue Pfarrkirche Sacre-Cœur, um die gewachsene Gemeinde aufzunehmen.

## Beschreibung
Der einschiffige Kirchraum wird im Osten von einem Rechteckchor abgeschlossen. Der quadratische Kirchturm mit offenem Glockengeschoss und pyramidenförmigem Dach ist auf der Nordseite leicht in das Schiff eingeschoben.
Auffällig ist die mit Fresken des 18. Jahrhunderts geschmückte Westfassade der Kirche. Das mittlere Fresko zeigt Gottvater, rechts sind der heilige Gratus von Aosta und der heilige Jucundus dargestellt und links die Mantelteilung des heiligen Martin. Der Schlussstein des Westportals aus dem 17. Jahrhundert trägt das Wappen des Domkapitels. Das Fensterbild des rundbogigen Westfensters wurde 1992 geschaffen und erinnert mit der Abbildung des heiligen Bernhard von Menthon daran, dass die Regularkanoniker vom Großen Sankt Bernhard von 1957 bis 1980 die Pfarrer der Gemeinde stellten.

## Ausstattung
Das Altarbild des Hauptaltars zeigt die Gottesmutter, umgeben vom heiligen Gratus, dem heiligen Martin, der heiligen Barbara, Johannes dem Täufer und dem heiligen Jucundus. Zur weiteren Kirchenausstattung gehören mehrere Skulpturen, darunter eine Rosenkranzmadonna aus dem 18. Jahrhundert und je eine Darstellung des heiligen Martin und des heiligen Jucundus.